# Xorret de Catí
Xorret de Catí és una zona rural de muntanya del País Valencià, dins del terme municipal de Castalla, a l'Alcoià. Es localitza entre les viles de Castalla i Petrer, a 1.100 metres d'altitud. El seu topònim, diminutiu de xorro (doll), procedeix d'una xicoteta font d'aigua de la Rambla de la Puça. La zona es troba a la Serra del Frare, a una alçada màxima de 1.261 metres, la qual de vegades també rep el nom de Serra de Catí, ubicada al nord de la Serra del Sit i a l'oest de la Serra del Maigmó. L'any 2004, un incendi que va cremar 6.300 hectàrees, va destruir quasi la totalitat d'aquest paratge. S'hi pot accedir des de Petrer i des de Castalla. La vegetació és típica mediterrània, amb predomini de pinedes i carrasques, així com de farigola, espígol, argelaga, sàlvia i genista.